# Josep Antoni González i Casanova
Josep Antoni González i Casanova (Barcelona, 1935 - Barcelona, 29 d'octubre de 2021) fou un advocat, polític i escriptor català, especialitzat en dret constitucional. Va estar casat amb l'advocada Maria Rosa Virós i Galtier.

## Biografia
Estudià a la Universitat de Barcelona. El 1967 va obtenir la càtedra de dret polític de la Universitat de Santiago de Compostel·la, que abandonà el 1971 quan fou nomenat catedràtic de Teoria de l'Estat de la Facultat d'Econòmiques de la Universitat de Barcelona. Posteriorment fou nomenat catedràtic de Dret Constitucional a la mateixa universitat, càrrec que va ocupar fins que es va jubilar el 2002. Del 2003 al 2006 fou Síndic de Greuges de la Universitat de Barcelona.
Compromès políticament, el 1962 fou un dels fundadors del Front Obrer de Catalunya, però el va abandonar el 1970 per passar a formar part del PSC-Congrés, que després s'integraria al Partit dels Socialistes de Catalunya. Fou un dels experts constitucionalistes del PSOE després de les eleccions generals espanyoles de 1977 per a la redacció de la Constitució espanyola de 1978, i també participà en la redacció de l'Estatut d'autonomia de Catalunya de 1981. També col·laborà en la redacció de l'Estatut d'autonomia del País Basc de 1979 i en la de l'Estatut d'autonomia de Galícia. Sempre es va mostrar partidari de la plurinacionalitat de l'Estat espanyol. Gràcies al seu prestigi fou membre del Consell Consultiu de la Generalitat de Catalunya de 1981 a 2001.
Va escriure nombrosos articles d'opinió a Tele-eXprés, Diari de Barcelona, La Vanguardia i El País, i va publicar estudis a El Ciervo, Historia 16, Revista Jurídica de Catalunya i Revista de Occidente. El 2010 va rebre la Creu de Sant Jordi.
El seu fons personal es troba dipositat al CRAI Biblioteca del Pavelló de la República de la Universitat de Barcelona. Consta de documents de forces polítiques clandestines, de moviment estudiantil i premsa diversa.
Traspassà el 29 d'octubre de 2021 perquè no va poder superar un ictus.

## Obres
- Comunicación humana y comunicación política (1968)
- Federalisme i autonomia a Catalunya (1868-1938) (1974)
- La lucha por la democracia en España (1975), recull d'articles
- Qué es la República (1976)
- La lucha por la democracia en Catalunya (1979), recull d'articles
- Teoría del estado y derecho constitucional (1981)
- Dictadores, dictaduras (1981)
- Las Diputaciones provinciales en España (1986)
- El cambio inacabable (1975-1985) (1986)
- Con el paso del tiempo: del sentimiento al sentido (1990)
- Casablanca: una historia y un mito (1994)
- Bergamín a vista de pájaro (1995)
- La derecha contra el Estado. El liberalismo autoritario en España 1833-2008 (2009)
- El Dios presente: confesiones de un viejo cristiano (2009)
- Cataluña, Federación o independencia (2014)
- Memorias de un socialista indignado (2015), XIV Premi Gaziel.[6]